# George Friedrichs
George Shelby Friedrichs Jr., surnommé Bud, est un marin américain né le 15 février 1940 à La Nouvelle-Orléans et mort le 20 mars 1991 à Metairie.
Il est sacré champion olympique de voile en classe Dragon aux Jeux olympiques d'été de 1968 de Mexico avec Gerald Schreck et Barton Jahncke sur le Williwa.